# Молчаны (Харьковская область)
Молчаны (укр. Мовчани) — село, Коммунарский сельский совет,
Харьковский район,
Харьковская область, Украина.
Код КОАТУУ — 6325181203. Население по переписи 2001 года составляет 210 (91/119 м/ж) человек.

## Географическое положение
Район Харькова Молчаны расположен в районе Харьковского аэропорта, в основном на правом берегу небольшой реки Жихорец в балке Мокрый Жихарь.
Ниже по течению реки Жихорец район примыкает к большому селу (бывшему посёлку) Котляры; на расстоянии в 0,5 км выше по течению расположен район Харькова Федорцы.

## История
- 1863 год - дата первого упоминания села[1].
- В 1940 году, перед ВОВ, на хуторе Молчаны, находившемся на правом берегу реки, было 15 дворов и три ветряные мельницы.[4]
- После 1976 года[5] года село Молчаны было исключено из состава Пономаренковский сельсовет, войдя в 1992 году в новообразованный Коммунарский сельский совет.